# Солія звичайна
Солія звичайна, або Морський язик звичайний (Solea solea) — вид риб родини язикових (Soleidae). Для них характерне блідо-коричневе забарвлення з темними плямами. Тіло вкрите дрібною лускою, що робить рибу жорсткою на дотик. Нерестує в прибережних водах з березня по травень. На зиму повертається на глибину, за низької температури — малорухомий.

## Ареал
Ареал виду охоплює східну Атлантику від Тронхеймс-фьорду на півночі до Сенегалу на півдні (узбережжя Кабо-Верде включно). Трапляється також у Північному, Балтійському, Середземному, Мармуровому морях, також у південно-західній частині Чорного моря і у протоці Босфор.